# Katson sineen taivaan
«Katson sineen taivaan» —en español: «Estoy mirando al cielo azul»— es una canción compuesta por Matti Siitonen –más conocido como Fredi– e interpretada en finés por Katri Helena. Fue elegida para representar a Finlandia en el Festival de la Canción de Eurovisión en 1979.
A pesar de su éxito moderado en el Festival, la canción es bien conocida en Finlandia y cuenta como una de las sintonías de Katri Helena. La canción también se ha interpretado en los años 2000 por otros artistas fineses de la banda de rock Jean S. y su baile Transamerica feat. Katasha.

## Festival de la Canción de Eurovisión 1979
Esta canción fue la representación finesa en el Festival de Eurovisión 1979, y la orquesta fue dirigida por Ossi Runne. El compositor de la canción, Matti Siitonen, también participó en el Festival como cantante en 1967, con la canción «Varjoon - suojaan» y en 1976 con «Pump-Pump», las cuales terminaron 12.ª y 11.ª, respectivamente.
La canción fue interpretada quinta en la noche del 31 de marzo de 1979, seguida por Mónaco con Laurent Vaguener, «Notre vie c'est la musique» y precedida por Irlanda con Cathal Dunne, «Happy Man». Al final de las votaciones, había recibido 38 puntos, quedando 14.º de 19.
Fue sucedida Finlandia en el Festival de 1980 por Vesa-Matti Loiri con «Huilumies». Katri Helena volvió al Festival en 1993 con «Tule luo».

## Letra
La canción está cantada desde la perspectiva de una mujer cantando a “la estrella que más brilla” y pidiéndole que la lleve de vuelta a casa. La versión inglesa de la canción se llama «I Will Follow Starlight».